# Главный Кавказский хребет
Гла́вный Кавка́зский (Водораздельный) хребе́т — непрерывная горная цепь, простирающаяся более чем на 1100 км с северо-запада на юго-восток от Чёрного моря (район Анапы) до Каспийского моря (гора Ильхыдаг к северо-западу от Баку). Кавказский хребет делит Кавказ на две части: Предкавказье (Северный Кавказ) и Закавказье (Южный Кавказ).
Главный Кавказский хребет разделяет бассейны рек Кубани, Терека, Сулака и Самура на севере и Ингури, Риони и Куры на юге.
Горная система у Восточно-Европейской равнины, в которую входит Главный Кавказский хребет (или Большой Кавказский хребет), именуется Большим Кавказом, в отличие от Малого Кавказа — обширного нагорья, расположенного к югу от долин Риони и Куры и связанного непосредственно с возвышенностями Западной Азии.
Некоторые источники проводят границу между Азией и Европой по водоразделу Кавказского хребта.
Так же как и другие географические объекты Кавказских гор, в устной речи может называться просто «Кавказ».

## Регионы
Принято деление Кавказа на:
- Западный Кавказ (ограничен с востока Эльбрусом);
- Центральный Кавказ;
- Восточный Кавказ (ограничен с запада Казбеком).

## Общая информация

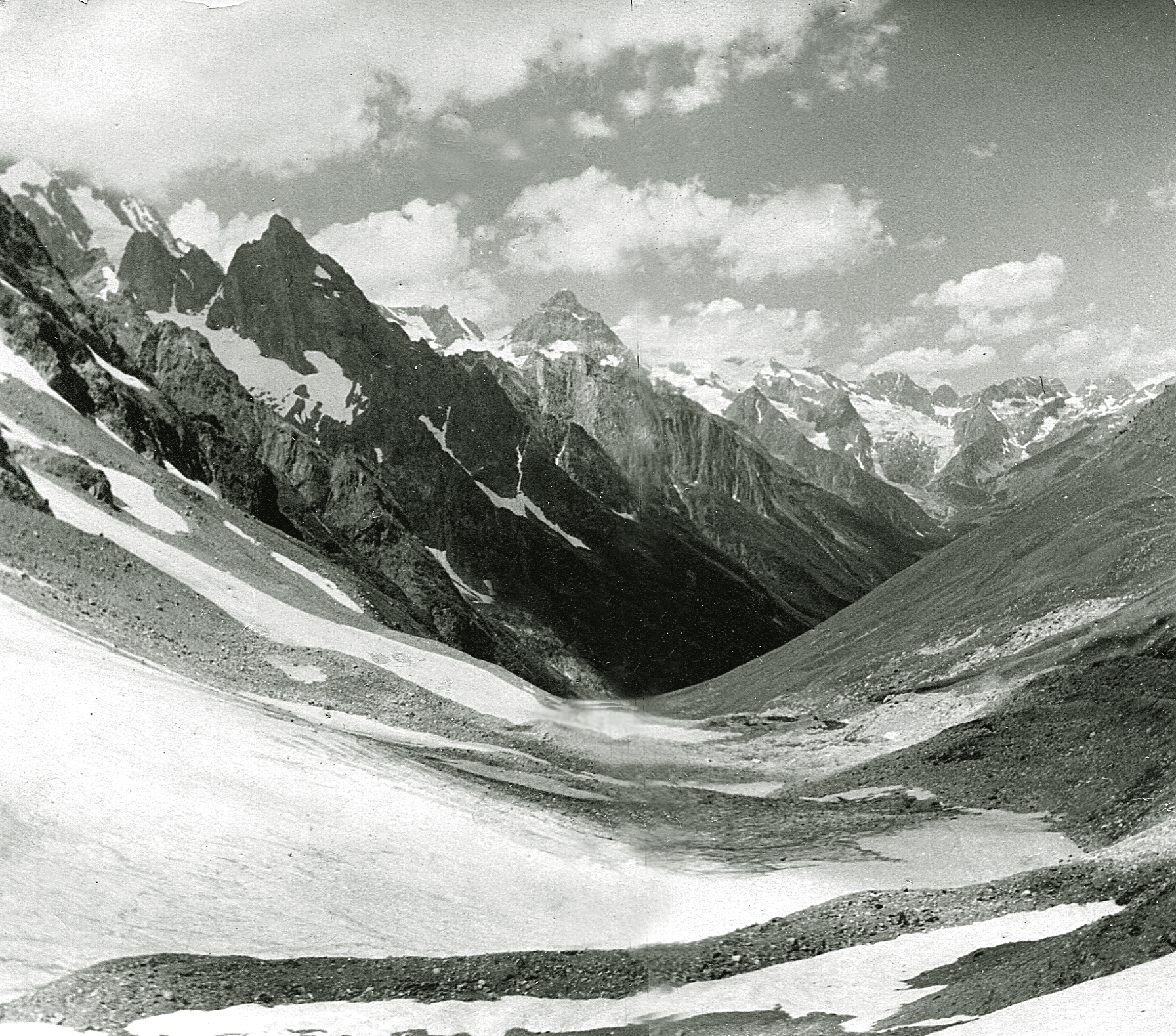
Вид с Чучхурского перевала на Главный хребет.

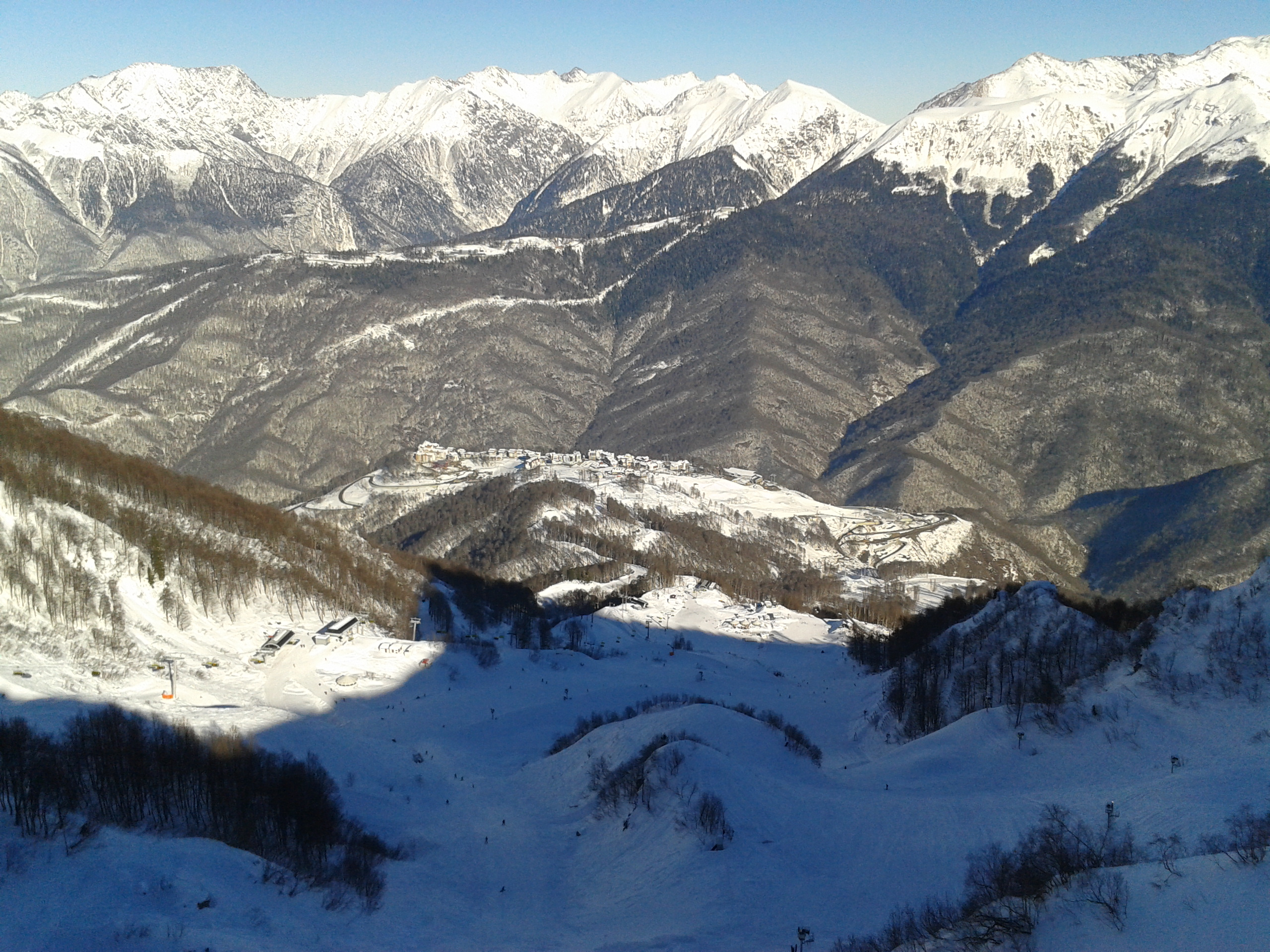
Вид на Главный Кавказский хребет со склонов горнолыжного курорта Роза Хутор зимой.

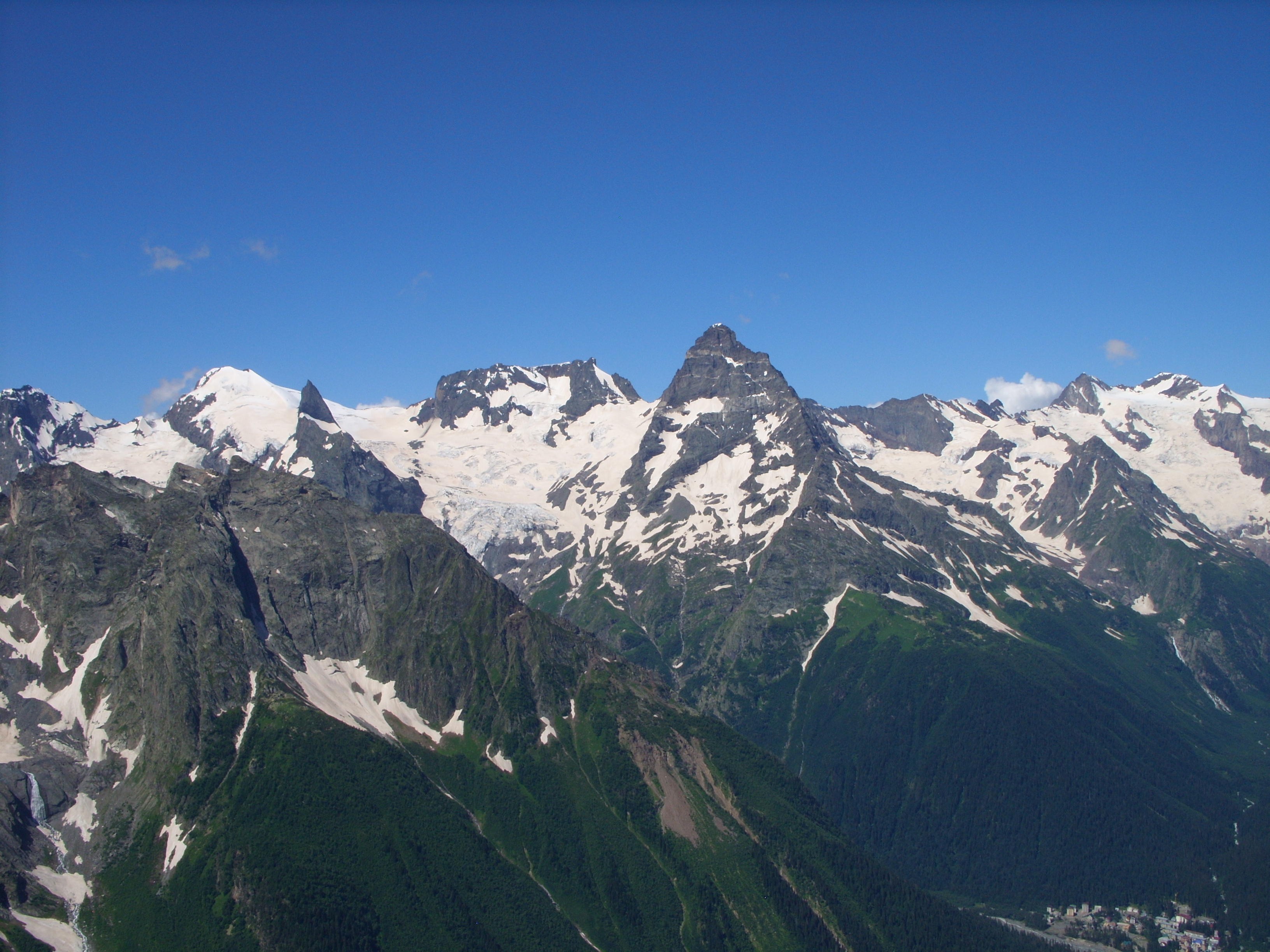
Вид на Главный Кавказский хребет с горы Мусса-Ачитара (Домбай)

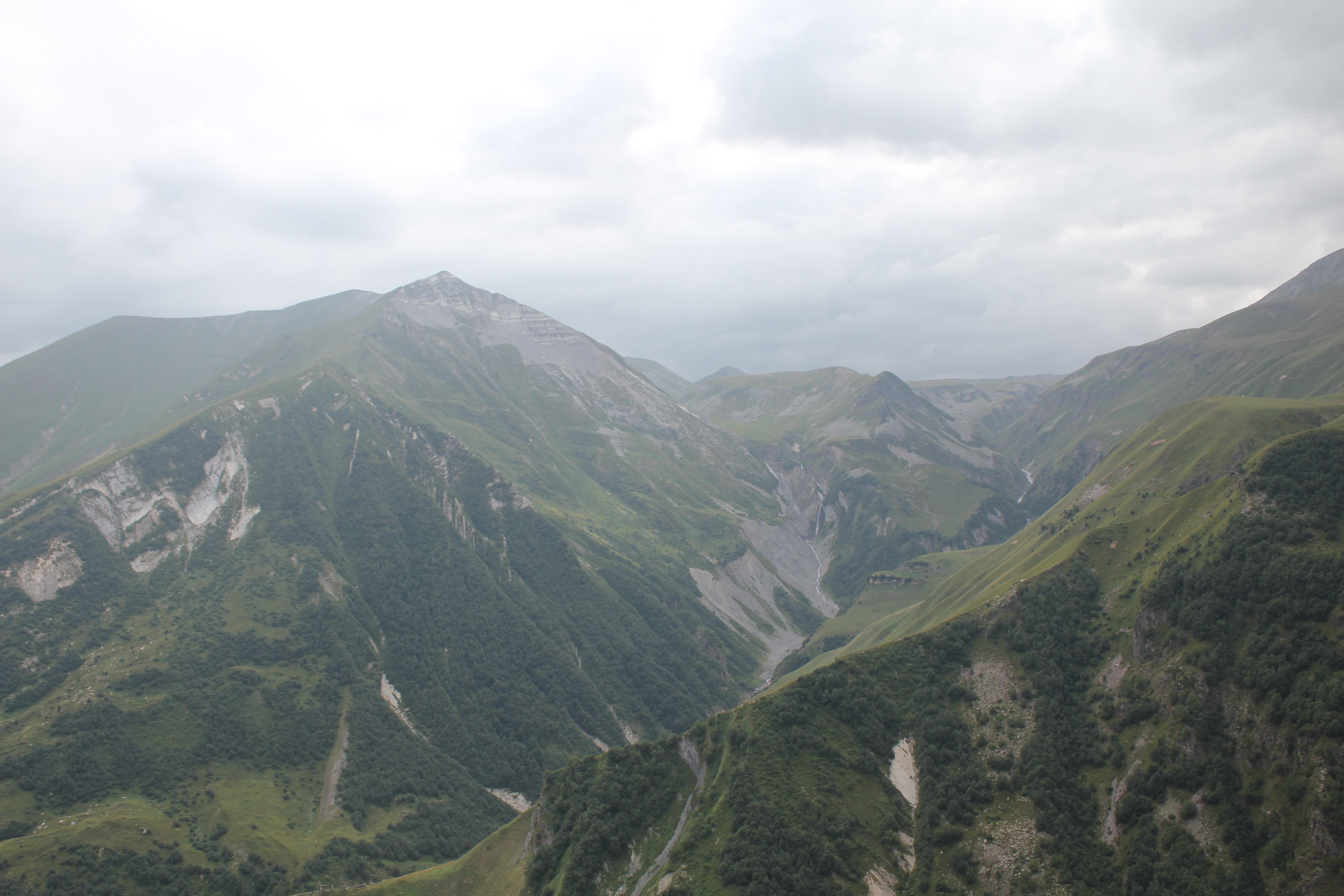
Вид на Главный Кавказский хребет с перевала Крестовый

Вся система Главного Кавказского хребта занимает приблизительно 260 000 км². Северный склон занимает около 145 000 км², а южный — около 115 000 км².
Ширина Кавказского хребта в западной (несколько западнее Эльбруса, и включая горный массив Эльбрус) и восточной (Дагестан) частях — около 160…180 км, в центральной — около 100 км; обе оконечности сильно сужаются и представляют (в особенности западная) незначительную ширину.
Наибольшие высоты в центре, где находится самый высокий и скалистый участок хребта — Безенгийская стена с вершинами Шхара (5068 м), Джангитау (5058 м) и др. Передовые возвышенности, сопровождающие Главный хребет, в большинстве случаев не имеют характера непрерывных цепей, но представляют короткие хребты или горные группы, связанные с водораздельным хребтом отрогами и прорванные во многих местах глубокими ущельями рек, которые, начинаясь в Главном хребте и прорвавшись через передовые возвышенности, спускаются на предгорья и выходят на равнины. Таким образом, почти на всем протяжении (на западе — с юга, на востоке — с севера) к водораздельному хребту примыкает ряд высоких котловин, в большинстве случаев озёрного происхождения, замкнутых с одной стороны высотами водораздела, а также его отрогами, а с другой — отдельными группами и короткими хребтами передовых возвышенностей, которые в некоторых местах по высоте превосходят главную цепь.
С северной стороны водораздела преобладают поперечные котловины, а с южной, кроме западной его оконечности, — продольные. Характерно для Кавказского хребта также и то, что многие первостепенные вершины лежат не на Водораздельном гребне, но на оконечностях коротких его отрогов, направляющихся на север (таково положение вершин; Эльбрус 5642 м, Дыхтау 5204 м, Коштантау 5152 м, Гюльчи-Тау 4447 м, Суган-Тау 4487 м, Адай-хох 4405 м и т. п.). Это так называемый Боковой Кавказский хребет, который тянется с северной стороны главного, кое-где он прерывается. Это участки где между Главным Кавказским хребтом (ГКХ) и Скалистым хребтом не оказывается Бокового, то есть Главный Кавказский хребет сразу примыкает к Скалистому хребту; таким участком, например, является междуречье Уруха и Ардона, где отроги Главного Кавказского хребта примыкают сразу к Скалистому хребту.
Северный, более развитый склон Кавказского хребта, образуемый множеством отрогов, примыкающих в общем почти перпендикулярно к Главному хребту и отделённых поперечными глубокими долинами, достигает весьма значительного развития в окрестностях Эльбруса (Эльбрусский выступ). Самое значительное поднятие [Эльбрусско-Минераловодская зона разломов] направляется от этой вершины прямо на север, служит водоразделом между водами Кубани (Азовское) и Терека (Каспийское море) и, понижаясь уступами далее, расплывается в островные горы Пятигорья и обширную Ставропольскую возвышенность (основное поднятие передовых выступов достигает Пастбищного хребта, окаймляя подковой Кисловодскую котловину, поворачивает южнее (Кисловодска) на восток, вместе с ущельями и долинами рек тянется к Терско-Сунженскому междуречью, образуя Терско-Сунженскую возвышенность, и далее — вплоть до Андийского хребта).
Ещё более развит северный склон в восточной части Кавказского хребта, где многочисленные, и весьма значительные по высоте и длине, его отроги образуют обширную горную страну Дагестан (Дагестанский выступ) — большой горский район, замкнутый высокими Андийским, Сала-Тау и Гимринским (2334 м) хребтами. Постепенно понижаясь к северу, северный склон образуется многими передовыми возвышенностями, которые местами являются в виде хребтов и горных отрогов; к таким горным массивам относятся так называемые Чёрные горы (см.) {Пастбищный хребет}, расположенные севернее Главного хребта, на расстоянии [18(?)-]65[уточнить] км от него. Чёрные горы образуют пологие и длинные склоны, в большинстве местностей покрытые дремучими лесами (отсюда и название), а к югу падают крутыми обрывами. Реки, стекающие с Главного хребта, прорываются через Чёрные горы по глубоким и узким, весьма живописным ущельям (Сулакский каньон глубиной до 1800 м); высота этой передовой цепи, в общем, незначительна (на западе от Дагестанского выступа).
Южный склон в особенности слабо развит в западной и восточной частях хребта, достигая довольно значительного орографического развития в середине, где к нему примыкают параллельные возвышенности, образующие продольные долины верховьев Риони, Ингури и Цхенисцхали, и отходят к югу длинные отроги, отделяющие бассейны Алазани, Иори и Куры.
Наиболее крутой и наименее развитый участок южного склона — там, где он падает к долине Алазани; г. Закаталы, расположенный на высоте 355 м у южной подошвы Кавказского хребта, отстоит по прямой линии всего на 20 км от его гребня, достигающего здесь высоты более 3300 м над уровнем моря. Кавказский хребет не отличается удобопроходимостью; лишь на западной и восточной его оконечностях имеются удобные и низкие перевалы, вполне доступные круглый год для сообщения.
На всём остальном протяжении, за исключением Мамисонского (см. Военно-Осетинская дорога и Транскавказская автомагистраль) и Крестового перевалов (см. Военно-Грузинская дорога), пути через хребет в большинстве случаев представляют вьючные или даже пешеходные тропинки, отчасти совершенно недоступные для пользования в зимнее время года. Из всех перевалов наибольшее значение имеет Крестовый (2379 м), через который проходит Военно-Грузинская дорога.

## Ледники
По числу ледников, их площади и размерам Кавказский хребет почти не уступает Альпам. Наибольшее число значительных ледников находится в эльбрусской и терской частях хребта, причём ледников первого разряда в бассейнах Кубани, Терека, Лиахвы, Риони и Ингури около 183, а второго разряда — 679. Всего на Большом Кавказе, по данным «Каталога ледников СССР» (1967—1978), 2050 ледников общей площадью 1424 км². Величина кавказских ледников весьма разнообразна, и некоторые из них (например, Безенги) почти не уступают по размерам Алечскому леднику в Альпах. Кавказские ледники нигде не спускаются так низко, как, например, ледники Альп, и представляют в этом отношении большое разнообразие; так ледник Караугом опускается концом до высоты 1830 м над уровнем моря, а ледник Шах-дага (г. ШахДаг (4243 м), в районе БазарДюзю) — до высоты 3320 м над уровнем моря. Наиболее известными ледниками Кавказского хребта являются:
| Название ледника                                                             | Гора, с которой спускается                                 | Высота нижнего конца ледника, в м над уровнем моря | Длина ледника в км, всего | Площадь ледника в км² |
| ---------------------------------------------------------------------------- | ---------------------------------------------------------- | -------------------------------------------------- | ------------------------- | --------------------- |
| Безенги (бас. Черека Безенгийского)                                          | Безенгийская стена: Гестола, Шхара, Джангитау, Катын-Тау   | 2 080 м                                            | 17,6                      | 29,96 км²             |
| Дых-Су (Дых-Котю-Бугойсу) (бас. Черека Балкарского)                          | Шхара, Айлама, Башхааузбаши                                | 2 070 м                                            | 15,3 км                   | 34,0 км²              |
| Караугом (Урух, бас. Терека)                                                 | Караугом (и/или Бурджула), Уилпата, Скатиком (Скатикомхох) | 1 830 м                                            | 13,3 км                   | 26,6 км²              |
| Цанери [Цаннер] (бас. Ингури)                                                | Тетнульд                                                   | 2 390 м                                            | 12 км                     | 28,8 км²              |
| Девдораки (бас. Амали)                                                       | Казбек                                                     | 2 260 м                                            | 7,3 км                    | 7,0 км²               |
| Большой Азау (Баксан, басс. Терека)                                          | Эльбрус, южное плечо                                       | 2 500 м                                            | 10,1 км                   | 19,6 км²              |
| Снежная долина Джикиуганкез [замёрзшее озеро, Джикаученкез] (Малка и Баксан) | Эльбрус, восточное плечо                                   |                                                    |                           |                       |
| Цей (Ардон, бас. Терека)                                                     | Уилпата, Чанчахи, Мамисон                                  |                                                    |                           |                       |
| Лехзыр [Лекзыр, Лекзири] (бас. Ингури)                                       | Уллукара, Лацга, Джантуган, Башильтау                      |                                                    | 13,6 км                   | 23,77 км²             |
| Езеньги (Юсеньги) (р. Юсеньги, бас. Баксана)                                 | Донгузорун-Чегет-Карабаши (зап.), хребет Юсеньги (вост.)   |                                                    |                           |                       |
| ледник Шхельды (Адылсу, бас. Баксана)                                        | Шхельда (4368 м), Чатынтау (4411 м)                        |                                                    |                           |                       |

В ледниковый период ледники Кавказского хребта были намного более многочисленными и обширными, чем ныне. В настоящее время большинство ледников Кавказского хребта находится в периоде отступления, длящемся уже несколько десятков лет.